# March Malaen

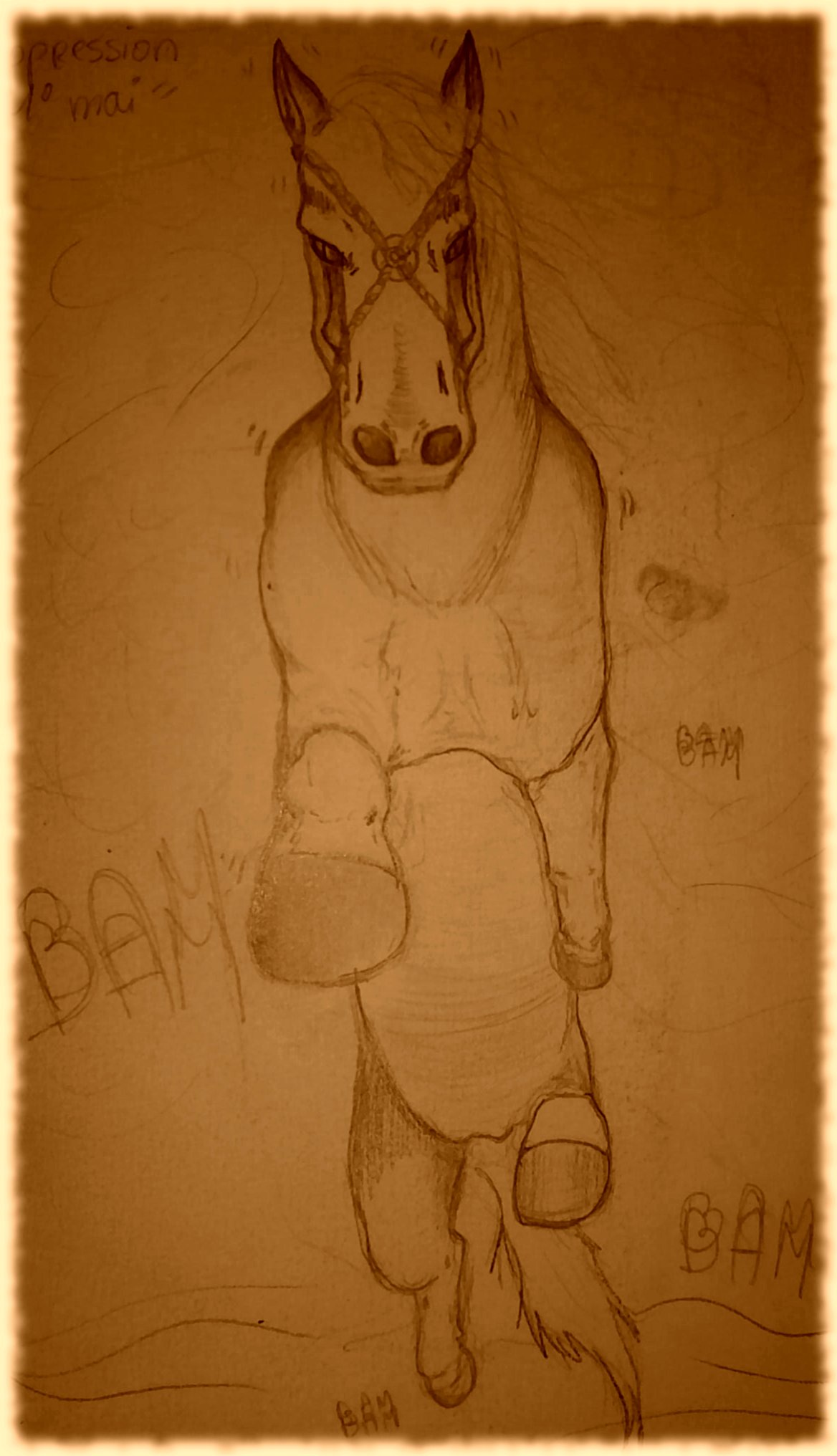
March Malaen (diseñado por Tsaag Valren)

March Malaen es una figura mitológica del folclore céltico como un caballo malvado asociado con el diablo y la brujería, cuyo origen mítico o histórico sigue siendo oscuro. En el siglo XVIII, se dice que su tradición se extendió entre los galeses, a través de una expresión popular y de la diosa gala Andarta.
A partir de 1807, y desde la publicación de las Triadas galesas del poeta galés Iolo Morganwg, según él, March Malaen se convirtió en una criatura de la mitología celta británica y una de las tres plagas de la isla Britania. Esta mención se repite en la traducción del Mabinogion por Joseph Loth en 1889, según la cual March Malaen habría cruzado el mar hacia el reino el 1 de mayo, es decir, la fecha del antiguo festival gaélico de Beltane. Está asociado al relato de Lludd en Llefelys donde, en traducciones más recientes, la primera plaga que combate el Rey Lludd Llaw Eraint es la llegada de los Coraniaid.
En medio de la celtomanía, los escritores del siglo XX plantearon la hipótesis de que este caballo podría ser la bestia aulladora del mito artúrico, que el 1 de mayo era una fecha temida por los antiguos galeses como el día de la aparición de March Malaen, o que recordó a un rey fomoireo. La referencia a March Malaen está ausente de las publicaciones más recientes.

## Etimología
March Malaen es un nombre galés que se pronuncia AFI/maɾx maˈlaɪn/. Según el Diccionario de Símbolos, Malaen parece provenir del latín malignus. La Sociedad de mitología francesa tradujo March Malaen con "caballo malvado ", en 1989.
Varios escritores del siglo XIX, entre ellos Anatole Le Braz, pensaron que "March Malaen " se traducía como "caballo de Malaen",,, pero James Hastings asumió que March significaba un rey malvado y Malaen algo de demoníaco. También se encuentra la forma March Malen, que parece más antigua y, por lo tanto, se traduciría como "Semental maléfico".
En irlandés antiguo, mahrah tiene el sentido de "muerte" y "epidemia", pero la raíz indoeuropea Mar parece designar extensiones líquidas como el mar y las ciénagas, y haber dado marah entre los pueblos celto-germánicos, marc 'h (de donde proviene el Rey Marco de Cornualles), y las palabras mark y marca en lenguas celtas, luego marko y marka en galo. Todas estas palabras están relacionadas con el caballo. Además, Alexander Haggerty Krappe estudió la etimología de la palabra francesa cauchemar (AFI /koʃ'maʁ/, "pesadilla") y la palabra inglesa nightmare (AFI /ˈnaɪtmeəʴ/, "pesadilla"), literalmente "yegua de la noche" y señaló que ambas pueden compararse con las mencionadas anteriormente.“Tres opresiones vinieron a esta isla [Gran Bretaña] y murieron”: en la traducción hecha por Joseph Loth en 1889, se menciona por primera vez “la opresión del March Malaen” (caballo de Malaen), que también se llama la opresión del 1 de mayo. La segunda opresión es la del "dragón de Prydein" (dragón de Gran Bretaña), y la tercera la del mago, el hombre de media apariencia. Estas dos fuentes también afirman que la primera opresión (Marcha Malaen) vino del otro lado del mar.

## Menciones
Hay dos versiones de esta criatura. La primera es aquella del folclore que menciona a March Malen como un "caballo del diablo". La segunda versión se refiere a March Malaen en las Tríadas de la mitología celta britónica citada por Iolo Morganwg.

### El caballo malvado del folclore galés
La fuente más antigua conocida sobre March Malen data de 1733; cuenta cómo un hombre trató de aprovechar el mal (March Malen) para su ventaja, pero la bestia se liberó para pisotearlo. Más tarde se asociaría con la diosa Minerva y Pegaso, antes de regresar a Gales, y dar lugar a expresiones populares galesas. En publicaciones posteriores (a partir de 1753), se vincularía a este animal con el Diablo, la brujería, la diosa gala Andarta y la expresión popular galesa: A gasgler as farch Malen dan er dor yd a, (cualquiera que sea llevado en el caballo de Malen terminará debajo de él). El caballo del diablo habría inspirado otra expresión proverbial hacia 1820 en Gales: It has gone on the horse of Malaen ("desapareció en el caballo de Malaen"), que se refería a lo que se tiraba o desperdiciaba.

### El azote caballo de la mitología
Mencionado en los escritos de Iolo Morganwg en 1807, March Malaen se asocia con la historia de Lludd Llaw Eraint y el cuento de Lludd en Llefelys, del que forma una variante. Su nombre aparece en la edición de Cambro-Briton de 1820, y en la del Mabinogion.“Tres opresiones vinieron a esta isla [Gran Bretaña] y murieron”: en la traducción hecha por Joseph Loth en 1889, se menciona por primera vez “la opresión del March Malaen” (caballo de Malaen), que también se llama la opresión del 1 de mayo. La segunda opresión es la del "dragón de Prydein" (dragón de Gran Bretaña), y la tercera la del mago, el hombre de media apariencia. Estas dos fuentes también afirman que la primera opresión (Marcha Malaen) vino del otro lado del mar.

## Aclaraciones
1. ↑  Se pronuncia yólo morgánuc aproximativamente, o más precisamente, AFI /ˈjolo morˈganug/
2. ↑  También tiene un paralelo con la festividad galesa de Calan Mai o Calan Haf, que se celebra precisamente el 1 de mayo...
3. ↑  "Unas gentes demoníacas que pueden oír todo; un terrible grito que se escucha cada víspera de mayo y aterra a la gente" Vese a Mitologia galesa
4. ↑  La celtomanía fue una moda literaria y una erudición que se desarrolló desde finales del siglo XVIII y durante todo el siglo XIX en algunos círculos intelectuales de Europa occidental.
5. ↑  MarCH — La ortografía galesa "CH" [x] se pronuncia como la jota en reloj [reˈlɔx]. MalAEn — La combinación "AE" expresa la diptonga fonética [aɪ], como en la palabra inglesa my [maɪ].
6. ↑  The steed of Malen en inglés.

- Datos: Q3289674